# (38756) 2000 QG228
2000 QG228 (asteroide 38756) é um asteroide da cintura principal. Possui uma excentricidade de 0.18613140 e uma inclinação de 8.05775º.
Este asteroide foi descoberto no dia 31 de agosto de 2000 por LINEAR em Socorro.